# Conus kremerorum
Conus kremerorum é uma espécie de gastrópode do gênero Conus, pertencente à família Conidae.